# Beta Cancri
Beta Cancri (β Cnc, Tarf) – najjaśniejsza gwiazda w konstelacji Raka. Znajduje się około 295 lat świetlnych od Słońca.

## Nazwa
Gwiazda nosi tradycyjną nazwę Tarf, pochodzącą od arabskiego ‏الطرف‎, co oznacza „koniec” (południowej nogi Raka). Była ona też zapisywana jako Altarf. Międzynarodowa Unia Astronomiczna w 2018 roku formalnie zatwierdziła użycie nazwy Tarf dla określenia tej gwiazdy.

## Charakterystyka
Obserwowana wielkość gwiazdowa Beta Cancri to 3,52m.
Tarf jest pomarańczowym olbrzymem, należy do typu K4. Jego temperatura to 4040 K, po uwzględnieniu emisji w podczerwieni gwiazda okazuje się świecić około 660 razy jaśniej od Słońca. Jej promień, znany dzięki pomiarowi średnicy kątowej, jest równy ok. 48 promieni Słońca.
Wokół olbrzyma krąży planeta Beta Cancri b.
Gwiazda ma także masywniejszego, gwiazdowego towarzysza, który jest czerwonym karłem i znajduje się w odległości 29 sekund łuku, czyli ponad 2600 au od olbrzyma. Okres orbitalny układu wynosi ponad 76 000 lat.